# Lawrencemassakern

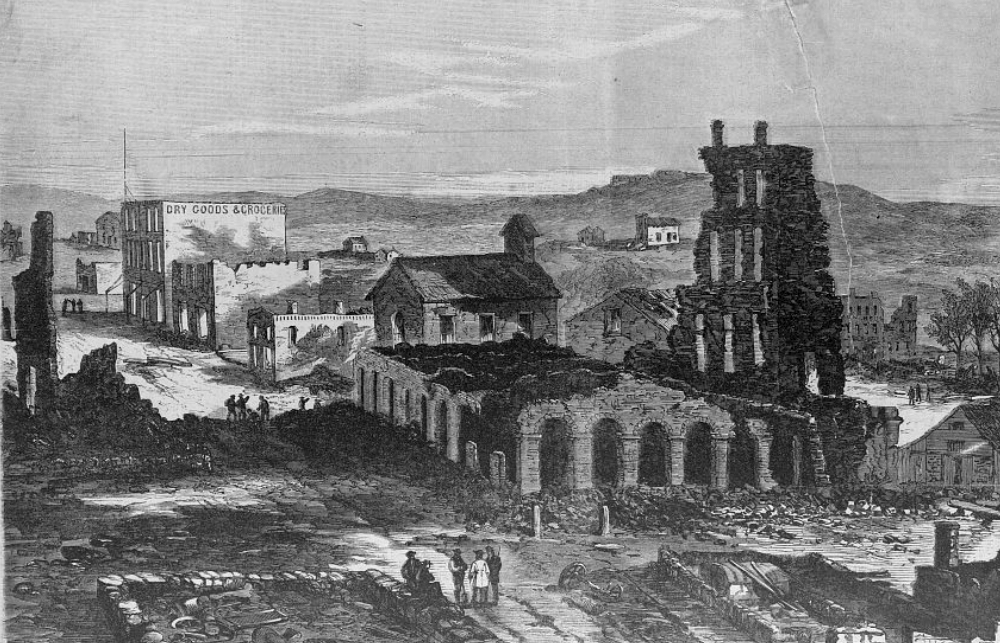
Lawrence i ruiner.

Lawrencemassakern var en massaker som begicks den 21 augusti 1863 i Lawrence i Kansas under det amerikanska inbördeskriget. Gerillarörelsen Bushwhackers anföll staden på grund av dess stöd för abolitionismen.
Charles L. Robinson, guvernör i delstaten, bodde i staden och var känd abolitionist. Han överlevde dock attacken. Även senator James H. Lane  överlevde attacken. 25 procent av staden brändes och de flesta män och pojkar dödades.
Dagen efter attacken, lynchade invånarna en gerillaman som de fångat. General Thomas Ewing Jr. beordrade jakt på gerillan och civila som skyddade dem. Tusentals nybyggare i grannstaten Missouri fick se sina gårdar brända, i vad som mest såg ut som en hämndaktion.

## Massakern i populärkulturen
- Nattens brigad (1940)
- Ride with the Devil (1999)
- Into the West TV-serie (2005)